# 夏尔·雷诺维耶
夏尔·贝尔纳·雷诺维耶（法語：Charles Bernard Renouvier；1815年1月1日—1903年9月1日），法国哲学家。他自认为是“历史学的史威登堡”，试图为19世纪末的社会经济现实更新康德式自由主义和个人主义的哲学，并影响了埃米尔·涂尔干的社会学方法。